# Niesslia pulchriseta
Niesslia pulchriseta är en lavart som först beskrevs av Peck, och fick sitt nu gällande namn av M.E. Barr 1986. Niesslia pulchriseta ingår i släktet Niesslia och familjen Niessliaceae.   Inga underarter finns listade i Catalogue of Life.